# جيليان مارغريت
جيليان مارغريت (بالإنجليزية: Gillian Margaret "Jill" Howell)‏ (من مواليد 3 نوفمبر 1927 - تُوفيت عام 2000 ) وهي مهندسة معمارية بريطانية.

## حياتها
ولدت جيليان مارغريت سارسون، في 3 نوفمبر 1927 في مولتان، في ولاية البنجاب الغربية وهي ابنة العقيد إدوارد فيبان سارسون، قائد مركز التدريب المدفعية الملكية وزوجته النرويجية داني سارسون.
تلقت جيليان تعليمها في المدرسة الملكية في باث ثم درست الهندسة المعمارية في لندن.

## عملها
قامت جيليان مارغريت مع زوجها بيل هاول وصديقها ستانلي بتصميم شرفة من ستة منازل في ساوث هيل بارك، على الجانب الجنوبي من هامبستيد هيث، لتحل محل أربعة منازل فُقدت في تفجيرات الحرب العالمية الثانية. تم توظيف الثلاثة معاً من قبل قسم الإسكان في دائرة مهندس مجلس محافظة لندن. كانت تصميماتهم ذات تأثير كبير مما أدى إلى عملهم على كتل أبراج ألتون العقارية في روهامبتون.
قامت جيليان في وقت لاحق بممارسة الهندسة المعمارية الخاصة بها مع جان إلرينجتون. وبعد وفاة زوجها المبكر، واصلت التدريس في كلية الهندسة بجامعة كامبريدج، واستحوذت على دور زوجها كمديرة لكلية مارلبورو.

## حياتها الشخصية
التقت جيليان مارغريت بزوجها وهو زميلها المعماري بيل هاول في مدرسة جمعية الهندسة المعمارية في ويلز. تزوجا في 10 أغسطس 1951 ، وكان لهما ثلاثة أبناء وابنة واحدة. توفي زوجها في 29 نوفمبر 1974 في حادث سيارة بالقرب من لايتون بوزارد، بيدفوردشاير، وكان يبلغ من العمر 52 عامًا.
في عام 1995 ، تزوجت من مايك وات، وهو سكرتير متقاعد من الشركة.

## وفاتها
في 2 مايو 2000 ، توفيت جيليان في منزلها في فن ديتون (كامبريدجشير) بسبب السرطان.